# Nestor-Klasse
Die Nestor-Klasse der britischen Blue Funnel Line wurde ab 1952 in drei Einheiten gebaut. Die Schiffe der Klasse entstanden auf der Caledon-Werft in Dundee und waren für den Australiendienst der Reederei entwickelt worden. Der Begriff Nestor-Klasse leitete sich vom Typschiff Nestor ab.

## Einsatz der Schiffe
Die Lebensläufe der Schiffe waren verhältnismäßig unaufgeregt. Das Typschiff Nestor wurde von 1968 bis 1970 an das Tochterunternehmen Glen Line übertragen und für diese Zeit in Glenaffric umbenannt, danach führte es seinen Dienst als Orestes in der Ocean Steam Ship Company fort. 1971/72 wurden alle drei Schiffe an die Aegis-Gruppe des griechischen Reeders N. D. Papalios veräußert, wo sie für kurze Zeit unter panamaischer Flagge weiterbetrieben wurden. Alle drei Schiffe trafen schließlich jeweils rund zwei Jahre nach dem Verlassen der Blue-Funnel-Flotte zum Abbruch in China ein.
Ab Mitte der 1960er Jahre gab man die Passagierbeförderung auf, da sich der Großteil des Passagieraufkommens auf den Flugverkehr verlagerte.

## Technische Beschreibung
Die Nestor-Klasse-Schiffe waren herkömmliche Stückgutschiffe mit mittschiffs angeordneten Aufbauten. Der Entwurf war eine Weiterentwicklung der A-Klasse-Schiffe, deren Auslegung die 1938 bis 1942 für das Tochterunternehmen Glen Line gebauten, aber bei Holt’s entwickelten Schiffe der Glenearn-Klasse zugrunde lagen. Sie besaßen eine Tragfähigkeit von 9500 Tonnen, sechs Laderäume mit Zwischendecks, Kühlladeräume, Süßöltanks und Passagiereinrichtungen. Der Ladungsumschlag erfolgte mit konventionellem Ladegeschirr.
Das schiffbaulich interessanteste Detail der Nestor-Baureihe war die Antriebsanlage, die aufgrund der hohen geforderten Geschwindigkeit auf der Fernostroute für eine hohe Leistung ausgelegt war. Die Auslegung des Antriebs mit Hochtemperatur-Hochdruckkesseln und drei von Metropolitan Vickers Electric Company zugelieferten Hochdruck-Dampfturbinen, die über ein Reduziergetriebe auf eine Einzelschraube wirkten, wurde von Commander Baker, einem ehemaligen Royal-Navy-Ingenieur, konzipiert. Die Maschinenanlage brachte eine spürbare Verringerung des Treibstoffverbrauchs, war aber auch deutlich komplexer, als bei vergleichbaren Schiffen der Flotte, was dazu führte, dass das Maschinenpersonal speziell ausgebildet werden musste und danach meist fest auf den drei Schiffen der Klasse eingesetzt wurde.

## Die Schiffe
| Schiffsname | Bauwerft / Baunummer       | IMO Nummer | Indienststellung | Reederei                              | Spätere Namen und Verbleib |
| ----------- | -------------------------- | ---------- | ---------------- | ------------------------------------- | --- |
| Nestor      | Caledon Shipbuilding / 485 | 5249596    | Oktober 1952     | Ocean Steamship Company               | 1968 Glenaffric, 1970 Orestes, 1971 Aegis Dignity, am 6. Dezember 1973 zum Abbruch an die China National Metal and Mineral Import & Export Corporation in Whampoa übergeben    |
| Neleus      | Caledon Shipbuilding / 486 | 5248748    | Februar 1953     | China Mutual Steam Navigation Company | 1972 Aegis Fable, 1973 Aegis Trust, am 29. März 1974 zum Abbruch an die China National Metal and Mineral Import & Export Corporation in Shanghai übergeben                     |
| Theseus     | Caledon Shipbuilding / 498 | 5358751    | März 1955        | Ocean Steamship Company               | 1971 Aegis Myth, 1972 Aegis Care, 1973 auf Abbruch an die China National Metal and Mineral Import & Export Corporation veräußert, ab 7. Dezember 1973 in Shanghai verschrottet |